# Městečko (Rakovníki járás)
Městečko település Csehországban, Rakovníki járásban. Městečko Ruda, Pustověty, Lány, Velká Buková, Zbečno és Křivoklát településekkel határos. Lakosainak száma 454 fő (2024. január 1.).

## Népesség
A település lakosságának változását az alábbi diagram mutatja:
| Lakosok száma | 890  | 873  | 719  | 573  | 444  | 393  | 436  | 441  | 452  | 454  |
|               | 1869 | 1890 | 1921 | 1950 | 1980 | 2001 | 2017 | 2019 | 2022 | 2024 |